# Diocèse des Pyrénées-Orientales
Cet article court présente un sujet plus développé dans : Diocèse de Perpignan-Elne.
Le diocèse des Pyrénées-Orientales ou, en forme longue, le diocèse du département des Pyrénées-Orientales est un ancien diocèse de l'Église constitutionnelle en France.
Créé par la constitution civile du clergé de 1790, il est supprimé à la suite du concordat de 1801. Il couvrait le département des Pyrénées-Orientales. Le siège épiscopal était Perpignan.